# Praia International Airport
Praia International Airport är en flygplats i Kap Verde. Den ligger i den södra delen av landet, 3 km öster om huvudstaden Praia. Praia International Airport ligger 92 meter över havet. Den ligger på ön Santiago.
Terrängen runt Praia International Airport är platt söderut, men åt nordväst är den kuperad. Havet är nära Praia International Airport åt sydost. Närmaste större samhälle är Praia, 3,2 km väster om Praia International Airport. 